# Ceratina aliceae
Ceratina aliceae là một loài Hymenoptera trong họ Apidae. Loài này được Cockerell mô tả khoa học năm 1937.